# Япи, Даррен
Даррен Япи (англ. Darren Yapi; родился 19 ноября 2004, Денвер) — американский футболист, нападающий клуба MLS «Колорадо Рэпидз».

## Клубная карьера
С 2016 года выступал за футбольную академию «Колорадо Рэпидз». 31 июля 2020 года отправился в аренду в клуб Чемпионшипа ЮСЛ «Колорадо-Спрингс Суитчбакс.
13 марта 2022 года дебютировал в основном составе «Колорадо Рэпидз», выйдя на замену в матче MLS в матче против клуба «Спортинг Канзас-Сити».

## Карьера в сборной
В 2020 году дебютировал за сборную США до 17 лет.